# Fur (popolo)

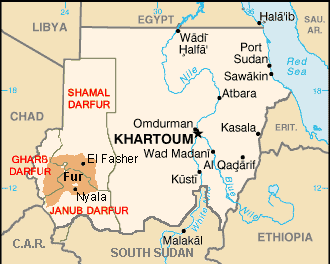
Mappa della regione dei Fur

I  Fur (o Four) sono un popolo dell'Africa orientale, che vivono principalmente nel Darfur – al quale hanno dato il loro nome : «Casa dei Fur», in arabo (دار فور) – nell'ovest del Sudan, ma anche in Ciad ed in Egitto.

## Etnonimia
Secondo le fonti si osservano diverse varianti del nome : Fora, Forawa, Fordunga, For, Fota, Fot, Four, Fours, Furawi, Furr, Furs, 
Keira, Kondjara, Konjara.

## Lingua
La loro lingua è il fur, una lingua della famiglia linguistica nilo-sahariana. Il numero totale di locutori era stimato, nel 2004, in 745 800, di cui 744 000 nel Sudan e 1 800 in Ciad.

## Popolazione
In Sudan i Fur rappresentano la maggioranza della popolazione dell'ovest del paese ed il 13 % della popolazione totale .

## Storia
Il regno Fur, d'origine musulmana, durò fino al 1874, data in cui la regione venne conquistata dall'Egitto ottomano. Dopo l'epopea mahdista che vide la fondazione del Sudan arabo moderno, essi ridiventano autonomi dal 1897 al 1916. Sterminati dagli inglesi,  durante la loro alleanza con l'Impero ottomano nel 1916, il Darfour nella sua totalità fu incorporato nel Sudan britannico.
I fur sono oggi in prima linea contro le tribù arabe e arabizzate. Anche se essi stessi sono musulmani, la loro tradizione agricola e sedentaria li posiziona in contrasto nei confronti delle tribù nomadi, ed il loro bisogno di pascoli è aumentato enormemente a causa dell'esplosione demografica degli ultimi anni.

Bandiera del Movimento per la Liberazione del Sudan (MLS)

Il governo di Khartoum ha, da qualche anno, intrapreso una lotta senza quartiere contro i gruppi ribelli fur in Darfur (MJE o JEM, SLA, etc.), ma il disaccordo non è stato costante: durante la seconda guerra civile sudanese (che ha avuto inizio nel 1983), i Fur, l'etnia di Daoud Bolad (un fratello musulmano), costituivano probabilmente circa la metà dell'esercito sudanese (che rappresentava il governo) mobilitati nella guerra contro i ribelli del sud.
In seguito però le distanze si sono nuovamente accentuate.